# SCM Group
Die SCM Group ist ein italienischer Hersteller von Werkzeugmaschinen für die Holzbearbeitung. Weiterhin fertigt das Tochterunternehmen CMS S.p.A. Thermoformmaschinen für die Kunststoffverarbeitung, CNC-Bearbeitungszentren zur Verarbeitung von Verbundwerkstoffen und Aluminium, Bearbeitungszentren für die Steinbearbeitung und Wasserstrahlschneideanlagen.
Die erste Holzbearbeitungsmaschine des Unternehmens wurde 1952 von Giuseppe Gemmani entwickelt. Dessen Vater Nicola Gemmani unterhielt bereits ab 1935 eine Geschäftspartnerschaft mit Lanfranco Aureli, die später auf die Produktion von Werkzeugmaschinen für die Holzbearbeitung ausgerichtet wurde. In den 1970er Jahren begann die Entwicklung von Bearbeitungszentren für Massivholz und Fensterfertigungsanlagen. Im Jahr 1987 erfolgte die Übernahme des Wettbewerbers Morbidelli.